# Bazzania stephanii
Bazzania stephanii là một loài rêu tản trong họ Lepidoziaceae. Loài này được (J.B. Jack) Stephani miêu tả khoa học lần đầu tiên năm 1891.